# Fiat Argenta
El Fiat Argenta es un coche del segmento D que fue producido por el fabricante de automóviles italiano  Fiat entre 1981 y 1985. 
Fue una actualización técnica exhaustiva del exitoso Fiat 132 siendo el primer y único modelo del fabricante Turinés en combinar un motor de gasolina con  inyección electrónica y propulsión trasera  fabricado en serie, hasta que en 2016 hará aparición el nuevo Fiat 124 Spider.
El cese por parte de Fiat de las denominaciones numéricas fue un cambio de estrategia con el novedoso Fiat Ritmo / Strada, pasando, de ser denominaciones con números de tres cifras a nombres significativos. Este modelo estuvo disponible solamente en carrocería sedán.

## Descripción
Terminando los años 1970, el envejecimiento del 132 (puesto en el mercado en 1972) plantea a Fiat la necesidad de proyectar un modelo sucesor: por este motivo, en mayo de 1981, sale al mercado el Argenta. Los recursos financieros del grupo Fiat estaban en aquel momento concentrados en el proyecto de un nuevo modelo del segmento B (el futuro Uno), así que no era posible el estudio de un coche completamente nuevo dentro del segmento D; también porque ya estaba en estudio el proyecto Tipo 4 que entonces compartía con Lancia y que dio origen a un verdadero sucesor, el Fiat Croma y el Lancia Thema, en el que participaron también otras marcas, con sus necesarias adaptaciones: Saab 9000 y posteriormente el Alfa Romeo 164.
Mientras tanto, se opta por un profundo restilizado del 132, del cual se conserva la estructura base (plataforma, habitáculo y matricerías de las puertas). Sin embargo se rediseñan el frontal y la zaga (ambos más bien altos y cuadrados); completan el maquillaje los grupos ópticos rectangulares (los posteriores muy amplios), los envolventes paragolpes y marcajes laterales en plástico, en vez de los abundantes perfiles cromados. También se rehízo completamente el interior, con un revestimiento de los asientos, contribuyendo a mejorar el confort. Totalmente retomada del 132, sin embargo, la ya conocida mecánica de propulsión trasera, unida al motor situado en posición delantera y eje rígido posterior. La derivación se la llamó en su fase de proyecto "132-G".
Cuando debutó la nueva berlina, denominada Argenta (en homenaje, según dicen, a Argenta Campello, hija joven de Maria Sole Agnelli), disponible en versiones "1600" (1585 cm³, 98 CV DIN); "2000 i.e." (1995 cm³, 122 CV DIN) y "2500 Diesel" (2445 cm³, 72 CV DIN, este último se distingue de los demás modelos de la gama por una protuberancia en el capó del motor, dada la mayor altura del bloque).
La acogida por parte del público fue tibia en Italia y fría en el extranjero.
No obstante, aun con la rica dotación de accesorios (dirección asistida y panel de control de serie en el"2000 i.e."), la nueva berlina de Fiat resultaba de entrada superada, por culpa de un aspecto que no era apasionante, de modesto comportamiento en carretera sobre suelo mojado y de prestaciones poco brillantes para el consumo soportado.
En 1983 este modelo fue sometido a un restilizado: el material plástico de los parachoques y de los marcajes laterales se hace semibrillante (y carente de orlas cromadas), mientras que el anagrama delantero, que incorpora el nuevo emblema de Fiat con 5 barras oblicuas, tiene un reticulado diferente. Frontal, parachoques y marcajes se hacen finalmente más angulosos. Estas reformas tienen el mérito de diferenciarle estilísticamente de la estética de su antecesor el 132 y de hacer al coche más "importante", sin embargo no logra ocultar la edad del proyecto. Pero la modificación mayormente digna di nota no se refiere a la estética, sino a la mecánica, en particular la geometría del tren delantero. De hecho fue aumentada la medida de la vía delantera, con importantes consecuencias en lo que se refiere a las características dinámicas del coche. La revista Quattroruote, con motivo de las "impresiones de conducción", además se plantea la cuestión de por qué esta variación non fue adoptada antes de aquel momento. También se registra el lanzamiento de la inédita (por la casa turinesa) de la versión turbodiesel. La nueva gama comprende el "100" (1585 cm³, 98 CV DIN), el "110" para los mercados exteriores que en la práctica era un 2 litros con carburador (1995 cm³, 113 CV), el "120 i.e." (1995 cm³, 122 CV); el "D" (2445 cm³, 72 CV) y el "Turbo D" (2445 cm³, 90 CV), primera berlina de Fiat con motor turbodiesel.
Asimismo, en junio de 1984 se lanza la versión "SX" ("VX" para los mercados exteriores), equipada con el 4 cilindros biárbol de 1995 cm³ dotado de compresor volumétrico y potencia máxima de 135 CV. Pero fue un movimiento tardío para sostener un modelo ya obsoleto, que en 1985 deja su puesto a su sucesor, el Croma.
Presentado en mayo de 1981, el Argenta se basó estrechamente en su predecesor, el Fiat 132. Aunque todos los paneles de la carrocería y las ventanas, excepto las puertas, eran nuevos, sólo un observador atento se habría dado cuenta (las manijas de las puertas también se usaron nuevamente, pero en lados opuestos, por lo que en el Argenta estaban colocadas "al revés"). El cambio más marcado se produjo en el clip frontal, con grandes faros rectangulares que reemplazaron a las unidades redondas gemelas anteriores. Los parachoques de goma cuadrados y más grandes hicieron que el automóvil fuera unos 7 centímetros (2,8 pulgadas) más largo. El tanque de combustible se movió desde un lugar algo expuesto en la parte trasera derecha y ahora estaba montado en posición vertical detrás del asiento trasero. Esto también requirió reubicar el llenado del tanque de combustible desde el guardabarros hasta el pilar C.
Otros cambios incluyeron nuevos adornos, ruedas, tablero, espejos, faros rectangulares y una suspensión y frenos refinados. El nivel de equipamiento se elevó en comparación con el 132 y el 131 contemporáneo, con dirección asistida, elevalunas eléctricos y bloqueo de puertas. También se habló mucho del nuevo Check Panel, un panel de diagnóstico con un diagrama del automóvil que se iluminaría si alguna función relacionada con la seguridad requiriera atención. Algunos mercados tenían un gran techo solar de acero corredizo manual, otros tenían la opción de aire acondicionado.
El Argenta se podía elegir entre cuatro motores diferentes, uno de los cuales era diésel. La opción diésel tiene una joroba notable en el capó para dejar espacio al motor más grande. No todos los motores estaban disponibles en todos los mercados de Argenta:
- Argenta 1600

Gasolina 1,6 litros que produce 96 CV (71 kW)
- Argenta 2000 (el único motor disponible en el Reino Unido en el momento de su introducción)[6]

Gasolina 2,0 litros con 113 CV (83 kW)
- Argenta 2000 es decir, 2000 Inyección

Gasolina de 2,0 litros con inyección Bosch L-jetronic que produce 122 CV (90 kW)
- Argenta 2500D

Diésel de 2,5 litros con 72 CV (53 kW)
- El encendido electrónico Marelli Digiplex se instaló en el modelo 2000, es decir.

|  |  |  |

## Rediseño (1983-1985)

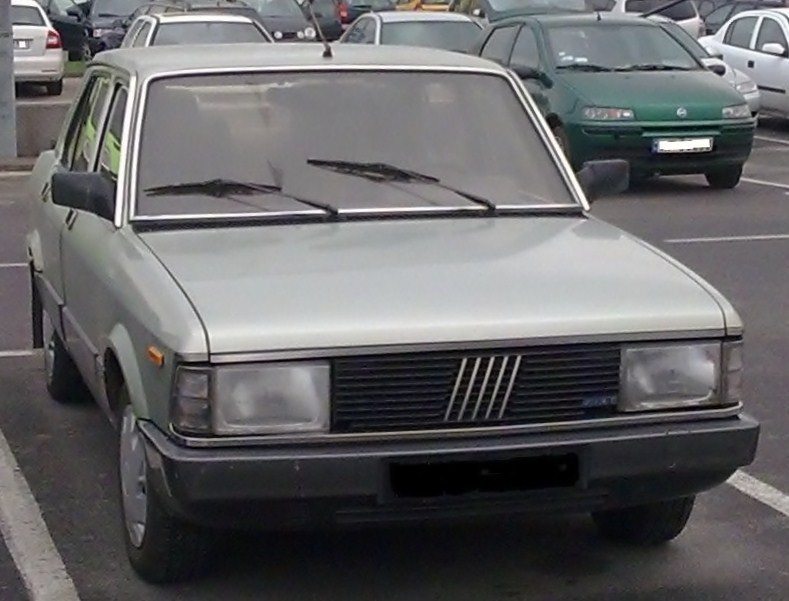
Fiat Argenta 120 i.e. (muestra un nuevo frontal)

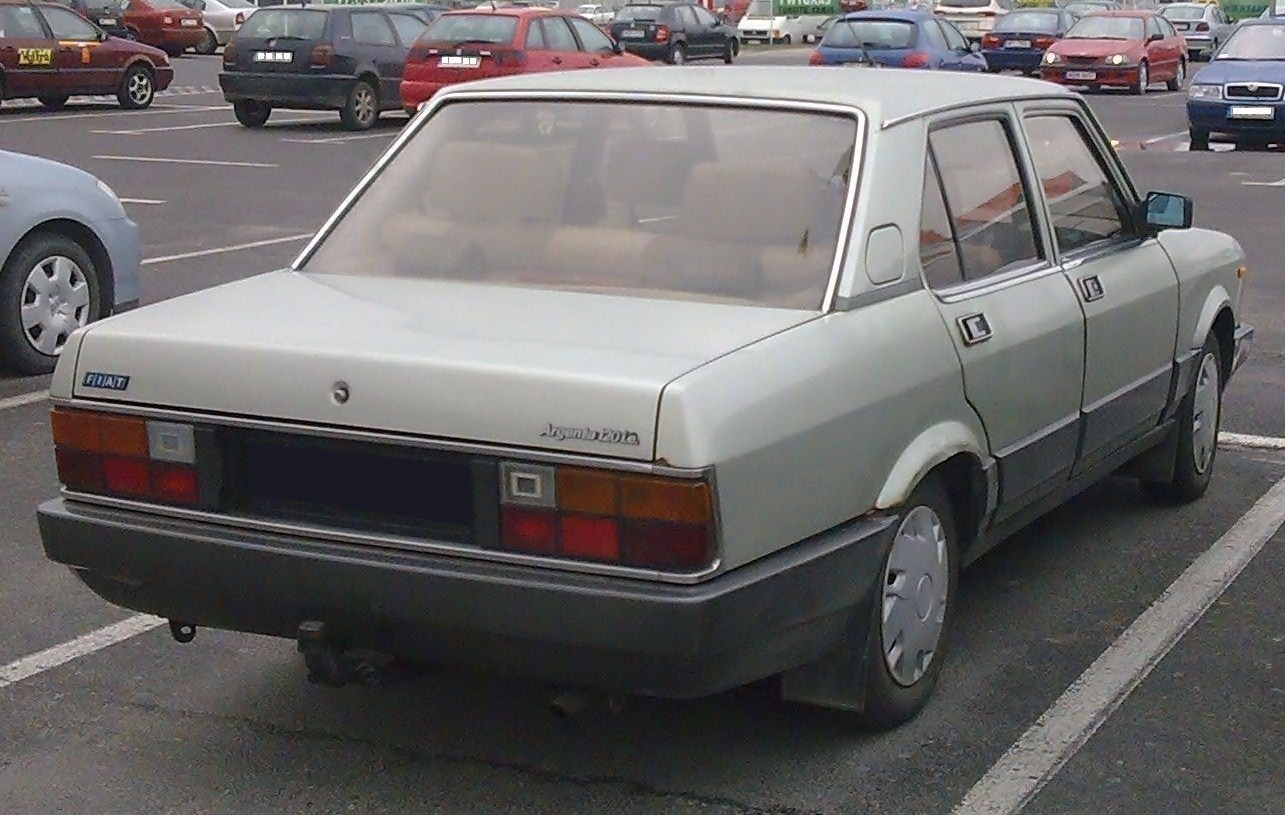
Argenta 120 i.e. rediseñado (vista trasera)

En junio de 1983, el Argenta fue renovado. La parrilla se renovó con la entonces corporativa parrilla de cinco barras, una nueva parte delantera, nuevos parachoques más delgados y una barra estabilizadora montada en el eje trasero. El eje delantero se ensanchó 60 mm (2,4 plg) y se utilizaron llantas nuevas con embellecedores planos y embellecedores cromados. Se realizaron algunos cambios menores en el interior del automóvil, sobre todo en el revestimiento de los asientos, las puertas y el techo y un nuevo volante. La antena de radio se movió desde el interior del parabrisas hasta el techo. El modelo con carburador de dos litros (Argenta 110) sólo se vendió fuera de Italia y se añadió a la gama en marzo de 1984.
El Argenta también tenía dos motores nuevos: el primer turbodiésel de Fiat, un cuatro de 2,45 litros que producía 90 CV (66 kW), llegó como parte del lavado de cara.  En marzo de 1984 llegó el Argenta VX, con un motor sobrealimentado de 2.0 litros y 135 CV (99 kW) compartido con los modelos Lancia Volumex. Ambos modelos tenían frenos de disco traseros y un depósito de combustible de 70 litros en lugar de los 60 habituales. El VX sólo se vendió en el extranjero; el modelo del mercado italiano se llamó SX y salió a la venta en junio de 1984.
Las nuevas versiones se conocen como:
- Argenta 100
- Argenta 110
- Argenta 120 i.e.
- Argenta VX (SX para el mercado italiano)
- Argenta Diesel
- Argenta Turbo D

El Fiat Argenta permaneció en producción hasta 1985, cuando fue sustituido por el Croma.

## Motores

### Gasolina
| Modelo    | Disponibilidad   | Cilindrada (cc) | Potencia       | Par máximo (mKg) | Aceleración de 0 a 100 Km/h | Velocidad máxima (Km/h) | Consumo medio (L/100 Km) |
| --------- | ---------------- | --------------- | -------------- | ---------------- | --------------------------- | ----------------------- | ------------------------ |
| 100       | de 1983 a 1985   | 1585            | 72 kW (98 CV)  | 133              | 12,7                        | 165                     | 10,8                     |
| 1600      | del debut a 1983 | 1585            | 72 kW (98 CV)  | 132              | 12,7                        | 165                     | 10,2                     |
| 120 i.e.  | de 1983 a 1985   | 1995            | 89 kW (122 CV) | 171              | 10,7                        | 175                     | 11,2                     |
| 2000 i.e. | del debut a 1983 | 1995            | 89 kW (122 CV) | 171              | 10,7                        | 172                     | 10,1                     |
| SX        | de 1984 a 1985   | 1995            | 99 kW (135 CV) | 206              | 9,8                         | 185                     | 10,3                     |

### Diesel
| Modelo  | Disponibilidad   | Cilindrada (cc) | Potencia      | Par máximo (mKg) | Aceleración de 0 a 100 Km/h | Velocidad máxima (Km/h) | Consumo medio (L/100 Km) |
| ------- | ---------------- | --------------- | ------------- | ---------------- | --------------------------- | ----------------------- | ------------------------ |
| D       | del debut a 1985 | 2445            | 52 kW (72 CV) | 147              | 19,2                        | 150                     | 9,3                      |
| Turbo D | de 1983 a 1985   | 2445            | 66 kW (90 CV) | 196              | 13,0                        | 160                     | 9,1                      |

## Fabricación fuera de Italia
A partir de octubre de 1981 el Argenta fue producido bajo licencia por Zastava Automobili, subsidiaria del conglomerado industrial yugoslavo Zastava, con sede en la ciudad de Kragujevac, RS de Serbia

## Otros proyectos
- https://upload.wikimedia.org/wikipedia/commons/thumb/4/4a/Commons-logo.svg/18px-Commons-logo.svg.png Wikimedia Commons contiene imágenes u otros archivos del Fiat Argenta